# Toombs County
Toombs County är ett administrativt område i delstaten Georgia, USA, med 27 223 invånare. Den administrativa huvudorten (county seat) är Lyons. 

## Geografi
Enligt United States Census Bureau har countyt en total area på 955 km². 950 km² av den arean är land och 5 km² är vatten.

### Angränsande countyn
- Emanuel County - nord
- Tattnall County - öst
- Appling County - syd
- Jeff Davis County - sydväst
- Montgomery County - väst

### Städer och samhällen
- Lyons
- Santa Claus
- Vidalia (delvis i Montgomery County)